# Don (naziv)
Don je skrajšana oblika latinske besede dominus, ki pomeni gospod ali gospodar. Uporabljala se je v času Rimskega imperija v deželah z govorci romanskih jezikov in se je ohranila, čeprav z okrnjenimi pomeni, skoraj v vseh teh jezikih; najvidnejša izjema je francoščina, iz katere je po revoluciji odpadla vsaka možna raba besede gospod ali celo gospodar, ostal je le naziv dom za pripadnike nekaterih meniških redov. Španščina in italijanščina sta privzeli obliko don, portugalščina in kastiljščina pa dom.

## Originalni pomen
Beseda don je bila sprva prilastek osebnega imena (lastnega imena, nikoli priimka), pozneje se je v portugalščini in italijanščini začela uporabljati tudi pred priimki, posebno za dobro znane osebe. Uporaba tega naziva ni bila odvisna samo od osebnega statusa (pripadnosti plemstvu), temveč od namena uporabnikov, da izkažejo spoštovanje do osebe, ki so jo na kak način smatrali za plemenito, duhovno vzvišeno ali socialno nadrejeno. Zato se je naziv uporabljal predvsem za pripadnike plemstva, cerkvene predstavnike in predstavnike mafije, a tudi bolj na splošno za vse tiste osebe, ki so bile na katerikoli način vredne, da se jim pravi gospod.
Seveda ima ta naziv tudi žensko obliko, ki se je uporabljala najprej samo za predstavnice dinastije, nato pa tudi za soproge plemičev. V španščini je to bilo doña, v portugalščini dona (dona Isabel do Brasil), v italijanščini donna (donna Paola Ruffo di Calabria. Ohranila se je samo v italijanščini, kjer je dovoljena le za soprogo državnega predsednika, vendar tudi ta navada izumira: soproga sedanjega predsednika ni nikoli dovolila uporabe tega naziva.

## Poznejši pomeni
Uporaba naziva don se je potegnila vse do današnjih časov. Tako se je zapisal v špansko zgodovino ta ali oni "don"; celo konkvistadorji, ki so bili v glavnem le pustolovci brez plemiškega porekla, so v določenem momentu postali "don" (na primer Hernán Cortés). Portugalsko plemstvo pa je naslov razumevalo bolj ekskluzivno in ga je ohranilo v veljavi do smrti zadnjega kralja don Manuela II. Argentinci še danes nazivajo generala San Martina z naslovom don. V Braziliji je drugi (in zadnji) brazilski cesar še vedno znan kot dom Pedro II.
Posebej je treba omeniti znani šampanjec Dom Perignon, ki je dobil ime po benediktincu Pierre Pérignonu. Gre za prvi slučaj, ko se je udomačila povezava naziva don na priimek in ne na lastno osebno ime.

## Italijanski primer
Tudi v italijanski zgodovini se je naziv na široko uporabljal  približno do rinascimenta, ko se je njegova uporaba postopoma skrčila na duhovščino. Raba naziva don se je ohranila le v odročnih krajih Italije, predvsem na Siciliji, kjer se je uporabljal za starejše osebe kot priznavanje njihove modrosti. Pozneje so si ga prilastili "ugledni" mafijci, da bi s tem poudarili razliko med vodilnim osebjem (to je dejanskimi zlikovci) in navadnim ljudstvom (to je vseh ostalih Sicilijancev, ki naj bi jim bili podložni). Ta svojevrstna zloraba naslova don je med prebivalstvom Sicilije imela zanimivo posledico. Kjer se je včasih reklo don s pomenom gospod, se danes uporablja naziv mastro (mojster), kar je samo izraz spoštovanja in ni nujno, da je določena oseba res mojster v kaki veščini. V ostalih južnih deželah Italije, na primer v Abrucih in Kalabriji, so se do nedavnega nazivali z don notarji, župani, primariji in druge pomembne osebnosti..
Danes se naziv don uporablja samo za duhovnike. Znana so na primer imena don Giovanni Bosco (vzgojitelj in svetnik), don Luigi Sturzo (duhovnik, profesor in politik), don Lorenzo Milani (duhovnik in vzgojitelj), don Pino Puglisi (blaženi duhovnik in žrtev mafije), don Peppino Diana (duhovnik in žrtev kamore). Prišlo je celo v navado, da se v teh primerih, ko gre za posebno zaslužno osebo, naslov don veže direktno na priimek, kar naj bi pomenilo, da ni potrebna natančnejša specifikacija.

## V umetnosti
V književnosti, pa tudi v drugih umetnostih, je naslov don marsikje prisoten. V Manzonijevih Zaročencih nastopata bodisi don Rodrigo, plemič in gospodar, kot tudi don Abbondio, skromen podeželski kaplan. Cervantesov don Kihot je sicer hidalgo, plemič, vendar je opis njegove osebnosti tako grotesken, da je gotovo pripomogel k upadanju pomembnosti naziva don. V operni glasbi, nasprotno izgledata karseda imenitno bodisi Verdijev don Carlos kot Mozartov don Giovanni. Filmi o don Juanu iz leta 1947 (Il segreto di don Giovanni) in 1948 (Adventures of don Juan), pa tudi poznejši Don Giovanni in Sicilia (1967) so pomembna pričevanja svoje dobe. Tudi don Camillo, čigar lik je ustvaril Giovannino Guareschi in ga je v filmih upodabljal Fernandel, je perfektna uprizoritev vzdušja italijanskega podeželja v prvih povojnih letih (skupno pet filmov od 1952. do 1965.).